# USC Trojans football 2025
La stagione 2025 della squadra di football americano degli USC Trojans sarà la 2ª stagione come membro della Big Ten Conference nell'ambito della Division I FBS della NCAA. La squadra è guidata per la 4ª stagione consecutiva dal head coach Lincoln Riley e giocherà le sue partite casalinghe presso il Los Angeles Memorial Coliseum di Los Angeles.

## Stagione
Per i Trojans si tratta della della 2ª stagione da quando sono passati a far parte della Big Ten Conference, nonché della 4ª stagione con Lincoln Riley come head coach della squadra di football.

### Preseason

#### Ilcoaching staff
Il 18 gennaio 2025 i Trojans comunicano ufficialmente l'arrivo di Rob Ryan, affidandogli l'incarico di assistant head coach per la difesa e di linebackers coach. Nella sua carriera più che trentennale da allenatore, Ryan ha vinto 2 Super Bowl nel 2002 e nel 2004 come linebackers coach dei New England Patriots, oltre ad aver rivestito incarichi difensivi in numerose squadre NFL.
Il 28 gennaio 2025 USC dichiara ufficialmente di aver aggiunto al suo coaching staff Trovon Reed, con l'incarico di cornerbacks coach. Reed viene dallo stesso incarico rivestito per UCF.
Il 13 febbraio 2025 i Trojans annunciano l'ingaggio di Chad Savage come nuovo tight ends / inside receivers coach. Savage era stato in precedenza wide receivers coach nonché recruiting coordinator con Colorado State tra il 2022 e il 2024, andando soprattutto a pescare talenti provenienti dalla Greater Los Angeles Area per portarli in Colorado. Come recruiter, Savage ha ricevuto il Mountain West Recruiter of the Year Award da 247Sports per tre stagioni consecutive (2022-24).

## Calendario
| Data | Avversario               | Risultato | Stadio                                          |
| --- | ------------------------ | --------- | ----------------------------------------------- |
| 30.8.2025 | Missouri State*          |           | Los Angeles Memorial Coliseum (Los Angeles, CA) |
| 6.9.2025 | Georgia Southern*        |           | Los Angeles Memorial Coliseum (Los Angeles, CA) |
| 13.9.2025 | @ Purdue                 |           | Ross-Ade Stadium (West Lafayette, IN)           |
| 20.9.2025 | Michigan State           |           | Los Angeles Memorial Coliseum (Los Angeles, CA) |
| 27.9.2025 | @ Illinois               |           | Memorial Stadium (Champaign, IL)                |
| 11.10.2025 | Michigan                 |           | Los Angeles Memorial Coliseum (Los Angeles, CA) |
| 18.10.2025 | @ Notre Dame* (rivalità) |           | Notre Dame Stadium (Notre Dame, IN)             |
| 1.11.2025 | @ Nebraska               |           | Memorial Stadium (Lincoln, NE)                  |
| 8.11.2025 | Northwestern             |           | Los Angeles Memorial Coliseum (Los Angeles, CA) |
| 15.11.2025 | Iowa                     |           | Los Angeles Memorial Coliseum (Los Angeles, CA) |
| 22.11.2025 | @ Oregon                 |           | Autzen Stadium (Eugene, OR)                     |
| 29.11.2025 | UCLA (Victory Bell)      |           | Los Angeles Memorial Coliseum (Los Angeles, CA) |
| - Il segno (*) denota le partita contro avversarie non appartenenti alla conference di appartenenza di USC (Big Ten) |                          |           |                                                 |

## Risultati
| Los Angeles (CA) 30 agosto 2025, ore 16:30 PDT Week 1 | USC Trojans | – (–; –; –; –) | Missouri State Bears | Los Angeles Memorial Coliseum |

| Los Angeles (CA) 6 settembre 2025, ore 16:30 PDT Week 2 | USC Trojans | – (–; –; –; –) | Georgia Southern Eagles | Los Angeles Memorial Coliseum |

| West Lafayette (IN) 13 settembre 2025, ore 15:30 EDT Week 3 | Purdue Boilermakers | – (–; –; –; –) | USC Trojans | Ross–Ade Stadium |

| Los Angeles (CA) 20 settembre 2025, ore PDT Week 4 | USC Trojans | – (–; –; –; –) | Michigan State Spartans | Los Angeles Memorial Coliseum |

| Champaign (IL) 27 settembre 2025, ore CDT Week 5 | (n. 11) Illinois Fighting Illini | – (–; –; –; –) | USC Trojans | Memorial Stadium |

| 4 ottobre 2025 Week 6 |  | – Riposo |  |  |

| Los Angeles (CA) 11 ottobre 2025, ore PDT Week 7 | USC Trojans | – (–; –; –; –) | Michigan Wolverines (n. 20) | Los Angeles Memorial Coliseum |

| Notre Dame (IN) 18 ottobre 2025, ore EDT Week 8 (Rivalità Notre Dame-USC) | (n. 7) Notre Dame Fighting Irish | – (–; –; –; –) | USC Trojans | Notre Dame Stadium |

| 25 ottobre 2025 Week 9 |  | – Riposo |  |  |

| Lincoln (NE) 1° novembre 2025, ore CST Week 10 | Nebraska Cornhuskers | – (–; –; –; –) | USC Trojans | Memorial Stadium |

| Los Angeles (CA) 7 novembre 2025, ore PST Week 11 | USC Trojans | – (–; –; –; –) | Northwestern Wildcats | Los Angeles Memorial Coliseum |

| Los Angeles (CA) 15 novembre 2025, ore PST Week 12 | USC Trojans | – (–; –; –; –) | Iowa Hawkeyes | Los Angeles Memorial Coliseum |

| Eugene (OR) 22 novembre 2025, ore PST Week 13 | Oregon Ducks | – (–; –; –; –) | USC Trojans | Autzen Stadium |

| Los Angeles (CA) 29 novembre 2025, ore PST Week 14 (Rivalità UCLA-USC) | USC Trojans | – (–; –; –; –) | UCLA Bruins | Los Angeles Memorial Coliseum |

## Classifica

### Big Ten Conference
| Pos | Squadra                  | VC | SC | VT | ST |
| --- | ------------------------ | -- | -- | -- | -- |
| 1.  | Illinois Fighting Illini | 0  | 0  | 0  | 0  |
| 2.  | Indiana Hoosiers         | 0  | 0  | 0  | 0  |
| 3.  | Iowa Hawkeyes            | 0  | 0  | 0  | 0  |
| 4.  | Maryland Terrapins       | 0  | 0  | 0  | 0  |
| 5.  | Michigan Wolverines      | 0  | 0  | 0  | 0  |
| 6.  | Michigan State Spartans  | 0  | 0  | 0  | 0  |
| 7.  | Minnesota Golden Gophers | 0  | 0  | 0  | 0  |
| 8.  | Nebraska Cornhuskers     | 0  | 0  | 0  | 0  |
| 9.  | Northwestern Wildcats    | 0  | 0  | 0  | 0  |
| 10. | Ohio State Buckeyes      | 0  | 0  | 0  | 0  |
| 11. | Oregon Ducks             | 0  | 0  | 0  | 0  |
| 12. | Penn State Nittany Lions | 0  | 0  | 0  | 0  |
| 13. | Purdue Boilermakers      | 0  | 0  | 0  | 0  |
| 14. | Rutgers Scarlet Knights  | 0  | 0  | 0  | 0  |
| 15. | UCLA Bruins              | 0  | 0  | 0  | 0  |
| 16. | USC Trojans              | 0  | 0  | 0  | 0  |
| 17. | Washington Huskies       | 0  | 0  | 0  | 0  |
| 18. | Wisconsin Badgers        | 0  | 0  | 0  | 0  |

Legenda
$      Squadra campione della Big Ten 2025.
y      Squadra partecipante alla finale di conference.

## Ranking
|         | Week           | Week           | Week           | Week           | Week           | Week           | Week           | Week           | Week           | Week           | Week | Week | Week | Week | Week | Week | Week           |
| Poll    | Pre            | 1              | 2              | 3              | 4              | 5              | 6              | 7              | 8              | 9              | 10   | 11   | 12   | 13   | 14   | 15   | Finale         |
| ------- | -------------- | -------------- | -------------- | -------------- | -------------- | -------------- | -------------- | -------------- | -------------- | -------------- | ---- | ---- | ---- | ---- | ---- | ---- | -------------- |
| AP      |                |                |                |                |                |                |                |                |                |                |      |      |      |      |      |      |                |
| Coaches |                |                |                |                |                |                |                |                |                |                |      |      |      |      |      |      |                |
| CFP     | non rilasciato | non rilasciato | non rilasciato | non rilasciato | non rilasciato | non rilasciato | non rilasciato | non rilasciato | non rilasciato | non rilasciato |      |      |      |      |      |      | non rilasciato |

## Staff
| Staff degli USC Trojans football 2025 |
| --- |
| Organi dirigenziali - General Manager – Chad Bowden - Assistant General Manager – Dre Brown - Senior Associate Athletic Director for Football – Dave Emerick - Director of Football Operations – Clarke Stroud - Associate Director of Football Operations – Ben Hynds - Associate Director of Operations and Student Services for Football – Cheryl Taplin - Director of Player Development – Mike Williams - Director of Player Engagement – Jenna Mohiuddin - Executive Director of Football Recruiting – Annie Hanson - Director of Recruiting Strategy – Skylar Phan - Assistant Director of Recruiting Operations – Zaire Turner - Director of Recruiting – Weston Zernechel - Director of On-Campus Recruiting – Addi Goodson - Assistant Athletic Director/Director of Player Relations – Gavin Morris - Executive Director of Personnel – Max Stienecker - NFL Pro Liason/High School Relations – Drew Fox - Personnel Assistant – Aaron Amaama - Director of Football Sports Performance – Bennie Wylie - Assistant director of football sports performance – Caesar Martinez - Assistant director of football sports performance – Drew Smith - Assistant director of football sports performance – Adam Thackery - Assistant director of football sports performance – Caleb Withrow - Assistant director of football sports performance – Jackson Polk - Director of video operations – Eric Espinoza - Football video & systems analyst – Spencer Missioreck - Executive Director of Football Marketing and Branding – Radmen Niven - Director of Content – Rob Washington - Director of Digital Strategy – Juan Reyes - Director of Cinematography & Post-Production – Eric Michael - Football Art Director – Luke Cuellar Capo allenatore - Lincoln Riley Altri allenatori Allenatori dell'attacco - Offensive coordinator / Quarterbacks coach – Luke Huard - Offensive line coach – Zach Hanson - Running backs coach/Run game coordinator – Anthony Jones Jr. - Tight ends coach / Inside wide receivers coach – Chad Savage - Assistant head coach / Passing game coordinator / Wide receivers coach – Dennis Simmons - Director of football strategy / Assistant running backs coach – Joe D'Orazio - Offensive graduate assistant wide receivers coach – Spencer Jones - Offensive graduate assistant offensive line coach – Grayson Reed - Senior offensive analyst – John McDonell Allenatori della difesa - Defensive coordinator – D'Anton Lynn - Co-Defensive coordinator / Run game coordinator / Defensive line coach – Eric Henderson - Secondary coach – Doug Belk - Defensive ends coach – Shaun Nua - Cornerbacks coach – Trovon Reed - Assistant head coach for defense / Linebackers coach – Rob Ryan - Assistant linebackers coach – AJ Howard - Defensive graduate assistant defensive backs coach – Bookie Radley-Hiles - Senior defensive analyst – Jim Hostler Allenatori dello special team - Special teams coordinator – Ryan Dougherty |

### Cambiamenti rispetto alla stagione precedente

#### Arrivi
| Nome            | Ruolo                                                | Squadra precedente      | Ruolo precedente                               |
| --------------- | ---------------------------------------------------- | ----------------------- | ---------------------------------------------- |
| Zach Hanson     | Offensive line coach                                 | –                       | Tight ends coach                               |
| Chad Savage     | Tight ends / inside wide receivers coach             | Colorado State          | Wide receivers coach / Recruiting coordinator  |
| Rob Ryan        | Assistant head coach for defense / Linebackers coach | Las Vegas Raiders (NFL) | Senior defensive assistant                     |
| Chad Bowden     | General manager                                      | Notre Dame              | Assistant athletics director / general manager |
| Trovon Reed     | Cornerbacks coach                                    | UCF                     | Cornerbacks coach                              |
| Luke Huard      | Offensive coordinator / quarterbacks coach           | –                       | Quarterbacks coach                             |
| AJ Howard       | Assistant linebackers coach                          | Appalachian State       | Outside linebackers coach                      |
| Trumain Carroll | Director of football sports performance              | Kansas State            | Director of strength and conditioning          |
| Lonnie Maddox   | Associate director of football sports performance    | Kansas State            | Assistant strength and conditioning coach      |

#### Partenze
| Nome                  | Ruolo                                                | Squadra precedente | Ruolo precedente                                                                |
| --------------------- | ---------------------------------------------------- | ------------------ | ------------------------------------------------------------------------------- |
| Josh Henson           | Offensive coordinator / Offensive line coach         | Purdue             | Offensive coordinator / Tight ends coach                                        |
| Matt Entz             | Assistant head coach for defense / Linebackers coach | Fresno State       | Head coach                                                                      |
| Zach Crabtree         | Assistant offensive line coach                       | Fresno State       | Offensive line coach                                                            |
| Taylor Mays           | Assistant defensive backs coach                      | Washington         | Safeties coach                                                                  |
| Bryson Allen-Williams | Defensive graduate assistant (LB)                    | Georgia            | da definire                                                                     |
| Bennie Wylie          | Director of football sports performance              | da definire        | da definire                                                                     |
| Drew Smith            | Assistant director of football sports performance    | Los Angeles Rams   | Assistant strength and conditioning coach / coordinator - return to performance |

## Roster
Nota: la lettera (R) indica lo status di redshirt del giocatore.
| Roster degli USC Trojans football 2025 |
| --- |
| Quarterback - 4 Husan Longstreet - 7 Sam Huard R - 14 Jayden Maiava R - 26 Dylan Gebbia R - 28 Gage Roy R - 29 Jack Stupin R Running Back - 1 Eli Sanders R - 2 Waymond Jordan Jr. - 21 Bryan Jackson - 27 Riley Wormley - 30 King Miller R - 39 Cian McKelvey R - Harry Dalton III R Wide Receiver - 6 Makai Lemon - 8 Ja'Kobi Lane - 9 Jay Fair - 10 Corey Simms - 15 Jaden Richardson R - 17 Prince Strachan - 19 Xavier Jordan R - 44 Josiah Zamora R - 81 Brady Jung R - 82 Seth Zamora R - 83 Donovan Wood R - 84 Corey Nerhus R - 86 Asante Das R - 89 Collin Fasse R - Tanook Hines - Romero Ison - Cam Sermons - Zacharyus Williams Tight End - 18 Joey Olsen R - 23 Walter Matthews R - 24 Carson Tabaracci - 85 Walker Lyons - 87 Lake McRee R - 88 Taniela Tupou - Fisher Melton Offensive Linemen - 50 J'Onre Reed R - 52 Willi Wascher - 56 D.J. Wingfield R - 59 Micah Bañuelos R - 60 Kaylon Miller R - 61 Jack Susnjar R - 62 Travis Leonard R - 65 Erwin Taomi R - 67 Kilian O'Connor R - 68 Hayden Treter R - 70 Aaron Dunn - 71 Alex Payne - 72 Elijah Paige R - 73 Tobias Raymond R - 74 Justin Tauanuu R - 77 Alani Noa - 78 Makai Saina R - 79 Elijah Vaikona Defensive Linemen - 0 Jamaal Jarrett R - 1 Kameryn Fountain - 4 Jahkeem Stewart - 6 Anthony Lucas - 8 Devan Thompkins R - 9 Keeshawn Silver R - 10 Braylan Shelby - 26 Elijah Newby R - 39 Garrett Pomerantz R - 58 Malique Amos R - 88 Floyd Boucard - 91 Brendan Cho R - 92 Carlon Jones R - 93 Ratumana Bulabalavu R - 94 Kobe Pepe R - 97 Jide Abasiri - 98 Cash Jacobsen - Gus Cordova Linebacker - 15 Anthony Beavers Jr. R - 18 Eric Gentry R - 23 Desman Stephens II - 29 Garrison Madden R - 29 Jadyn Walker R - 51 Ryan Quintanar R - 57 Roman Marchetti R - Matai Tagoa'i - A.J. Tuitele - Ta'Mere Robinson R Defensive Back - 2 D.J. Harvey R - 7 Kamari Ramsey R - 14 Steve Miller - 16 Prophet Brown R - 17 DeCarlos Nicholson R - 19 Bishop Fitzgerald R - 21 Trestin Castro - 22 Braylon Conley R - 24 Christian Pierce - 25 Marcelles Williams R - 27 Alex Graham - 30 Marquis Gallegos R - 34 Kevin Longstreet R - 35 James Johnson - 38 Isaiah Rubin R - 40 Shawn Sehra R - 45 Brandon Shepherd R - Chasen Johnson - Kendarius Reddick - Kennedy Urlacher Special Team - 31 Hank Pepper R - 36 Rey Sanchez R - 45 Caden Chittenden - 47 Devin McDonough R - 48 Ryon Sayeri R - 80 Sam Johnson - Will Weisberg - Luke Brown Roster aggiornato al 24 dicembre 2024 |

### Redshirts
Note: I giocatori nella seguente tabella sono redshirt, ovvero sono limitati ad un massimo di 4 gare in cui possono partecipare nella stagione (esclusi eventuali playoff), consentendo all'atleta di rimanere al college per un quinto anno oltre il normale curriculum accademico quadriennale. Tuttavia, possono partecipare ad allenamenti e a tutte le attività restanti della squadra.
A fianco del giocatore è indicato l'anno accademico in sigla: Fr - Freshman (1° anno); So - Sophomore (2° anno); Jr - Junior (3° anno); Sr - Senior (4° anno)
| Ruolo | Giocatori |
| ----- | --- |
| QB    | Jayden Maiava (Jr), Dylan Gebbia (So), Sam Huard (Sr) |
| RB    | Eli Sanders (Sr), A'Marion Peterson (So), Waymond Jordan Jr. (Jr) |
| WR    | Jaden Richardson (Sr), Xavier Jordan (Fr), Josiah Zamora (Sr) |
| TE    | Joey Olsen (Fr), Walter Matthews (Fr), Carson Tabaracci (Jr), Lake McRee (Sr) |
| OL    | J'Onre Reed (Sr), Micah Bañuelos (So), Jack Susnjar (So), Hayden Treter (Fr), Elijah Paige (So), Tobias Raymond (So), Justin Tauanuu (Fr), Makai Saina (Fr), DJ Wingfield (Sr)                                                                    |
| DL    | Lorenzo Cowan (Fr), Devan Thompkins (Jr), Keeshawn Silver (Sr), Carlon Jones (Fr), Ratumana Bulabalavu (Fr), Kobe Pepe (Sr) |
| LB    | Anthony Beavers Jr. (Sr), Eric Gentry (Sr), Elijah Newby (Fr), Jadyn Walker (Fr), Garrison Madden (Jr), Ryan Quintanar (Sr), Roman Marchetti (Jr)                                                                                                 |
| DB    | DJ Harvey (Sr), Prophet Brown (Sr), DeCarlos Nicholson (Sr), Braylon Conley (Fr), Marcelles Williams (Fr), Maliki Crawford (So), Isaiah Rubin (Fr), Kamari Ramsey (Jr), Jarvis Boatwright Jr. (Fr), Marquis Gallegos (Fr), Bishop Fitzgerald (Sr) |
| ST    | Ryon Sayeri (Fr), Tyler Robles (So), Hank Pepper (Sr), Sam Johnson (Sr) |

### Quadro dellescolarship
Note: Nella tabella sono elencati i giocatori raggruppati per ruolo e per anno accademico, nonché i commitment per le successive stagioni. In rosso i giocatori che sono già stati o sono attualmente redshirt, in grigio gli atleti che si sono impegnati ad iscriversi alla USC (commit player).
Sono consentite in totale 85 borse di studio.
| Pos/n.    | Freshman                                                                                    | Sophomore                                              | Junior                                   | Senior                                       | Commit. 2026                                                             | Commit. 2027 |
| --------- | ------------------------------------------------------------------------------------------- | ------------------------------------------------------ | ---------------------------------------- | -------------------------------------------- | ------------------------------------------------------------------------ | ------------ |
| QB 3 (1)  | Husan Longstreet                                                                            | –                                                      | Jayden Maiava                            | Sam Huard                                    | Jonas Williams                                                           | –            |
| RB 6 (2)  | Harry Dalton III Riley Wormley                                                              | Bryan Jackson II A'Marion Peterson                     | Waymond Jordan Jr.                       | Eli Sanders                                  | Shahn Alston Deshonne Redeaux                                            | –            |
| WR 11 (4) | Tanook Hines Romero Ison Xavier Jordan Corey Simms                                          | Zacharyus Williams                                     | Ja'Kobi Lane Makai Lemon Prince Strachan | Jay Fair Jaden Richardson Josiah Zamora      | Ja'Myron Baker Trent Mosley Roderick Tezeno Jr. Luc Weaver               | –            |
| TE 6 (-)  | Walter Matthews Joey Olsen Nela Tupou                                                       | Walker Lyons                                           | Carson Tabaracci                         | Lake McRee                                   | –                                                                        | –            |
| OL 15 (6) | Aaron Dunn Alex Payne Makai Saina Justin Tauanuu Hayden Treter Elijah Vaikona Willi Wascher | Micah Bañuelos Elijah Paige Tobias Raymond Erwin Taomi | Alani Noa                                | Kilian O'Connor J'Onre Reed D.J. Wingfield   | Chase Deniz Vlad Dyakonov John Fifita Keenyi Pepe Kannon Smith Esun Tafa | –            |
| DL 9 (4)  | Floyd Boucard Ratumana Bulabalavu Gus Cordova Cash Jacobsen Carlos Jones                    | Jide Abasiri                                           | Jamaal Jarrett                           | Kobe Pepe Keeshawn Silver                    | Malik Brooks Jake Johnson Tomuhini Topui Jaimeon Winfield                | –            |
| DE 7 (3)  | Jadyn Ramos Jahkeem Stewart                                                                 | Kameryn Fountain                                       | Braylan Shelby Devan Thompkins           | Anthony Lucas                                | Braeden Jones Simote Katoanga Andrew Williams                            | –            |
| LB 8 (2)  | Elijah Newby Matai Tagoa'i A.J. Tuitele Jadyn Walker                                        | Ta'Mere Robinson Desman Stephens II                    | Garrison Madden                          | Eric Gentry                                  | Shaun Scott Taylor Johnson                                               | –            |
| CB 9 (3)  | Trestin Castro Braylon Conley Alex Graham Isaiah Rubin Marcelles Williams                   | Chasen Johnson                                         | –                                        | Prophet Brown D.J. Harvey DeCarlos Nicholson | Elbert Hill Brandon Lockhart R.J. Sermons                                | –            |
| S 9 (-)   | Marquis Gallegos James Johnson Steve Miller Kendarius Reddick                               | Kennedy Urlacher                                       | Christian Pierce Kamari Ramsey           | Anthony Beavers Jr. Bishop Fitzgerald        | –                                                                        | –            |
| SP 4 (-)  | Ryon Sayeri                                                                                 | Caden Chittenden                                       | –                                        | Sam Johnson Hank Pepper                      | –                                                                        | –            |
| ATH (2)   | –                                                                                           | –                                                      | –                                        | –                                            | Joshua Holland II Madden Riordan                                         | –            |

## Trasferimenti

### Arrivi
I Trojans hanno acquisito un totale di 12 giocatori nel transfer portal.
| Nome               | Ruolo | A.A.                 | College di provenienza | Data       |
| ------------------ | ----- | -------------------- | ---------------------- | ---------- |
| Sam Huard          | QB    | Senior               | Utah                   | 8.1.2025   |
| Eli Sanders        | RB    | Junior (redshirt)    | New Mexico             | 18.12.2024 |
| Prince Strachan    | WR    | Sophomore            | Boise State            | 13.1.2025  |
| Zacharyus Williams | WR    | Sophomore            | Utah                   | 27.4.2025  |
| J'Onre Reed        | OL    | Senior               | Syracuse               | 8.1.2025   |
| D.J. Wingfield     | OL    | Junior (redshirt)    | Purdue                 | 5.1.2025   |
| Keeshawn Silver    | DL    | Junior (redshirt)    | Kentucky               | 12.12.2024 |
| Jamaal Jarrett     | DL    | Sophomore            | Georgia                | 21.12.2024 |
| Ta'Mere Robinson   | LB    | Sophomore (redshirt) | Penn State             | 22.4.2025  |
| D.J. Harvey        | CB    | Junior (redshirt)    | San José State         | 14.12.2024 |
| Chasen Johnson     | CB    | Freshman             | UCF                    | 4.5.2025   |
| Kevin Longstreet   | CB    | Freshman             | Texas A&M              | 6.1.2025   |
| Bishop Fitzgerald  | S     | Senior (redshirt)    | NC State               | 15.1.2025  |
| Kennedy Urlacher   | S     | Sophomore            | Notre Dame             | 19.4.2025  |
| Caden Chittenden   | K     | Freshman             | UNLV                   | 26.12.2024 |
| Sam Johnson        | P     | Senior (redshirt)    | Valparaiso             | 18.12.2025 |

### Partenze
I Trojans hanno perso 22 giocatori nel transfer portal.
| Nome                  | Ruolo | A.A.                 | Nuovo college  | Data       |
| --------------------- | ----- | -------------------- | -------------- | ---------- |
| Miller Moss           | QB    | Junior (redshirt)    | Louisville     | 15.12.2024 |
| Jake Jensen           | QB    | Junior (redshirt)    | Montana        | 19.12.2024 |
| Quinten Joyner        | RB    | Freshman (redshirt)  | Texas Tech     | 19.12.2024 |
| A'Marion Peterson     | RB    | Freshman (redshirt)  | UTSA           | 30.4.2025  |
| Zachariah Branch      | WR    | Sophomore            | Georgia        | 5.1.2025   |
| Duce Robinson         | WR    | Sophomore            | Florida State  | 22.12.2024 |
| Kyron Hudson          | WR    | Junior (redshirt)    | Penn State     | 17.12.2024 |
| Charles Ross          | WR    | Senior (redshirt)    | Purdue         | 2.1.2025   |
| Kade Eldridge         | TE    | Freshman (redshirt)  | Washington     | 20.12.2024 |
| Kalolo Ta'aga         | OL    | Freshman             | Utah           | 18.12.2024 |
| Gino Quinones         | OL    | Senior (redshirt)    | Fresno State   | 24.12.2024 |
| Amos Talalele         | OL    | Freshman (redshirt)  | Kansas State   | 21.12.2024 |
| Mason Murphy          | OL    | Junior (redshirt)    | Auburn         | 17.12.2024 |
| Emmanuel Pregnon      | OL    | Senior (redshirt)    | Oregon         | 14.1.2025  |
| Elijah Hughes         | DL    | Sophomore            | Notre Dame     | 12.1.2025  |
| Bear Alexander        | DT    | Junior               | Oregon         | 20.12.2024 |
| D.J. Peevy            | DE    | Freshman (redshirt)  | –              | 10.12.2024 |
| Sam Greene            | DE    | Freshman (redshirt)  | Kentucky       | 14.12.2024 |
| Solomon Tuliaupupu    | DE    | Senior (redshirt)    | –              | 13.2.2025  |
| Lorenzo Cowan         | DE    | Freshman             | Kentucky       | 17.4.2025  |
| Raesjon Davis         | LB    | Senior               | Oregon State   | 21.12.2024 |
| Maliki Crawford       | CB    | Freshman (redshirt)  | San José State | 21.4.2025  |
| Zion Branch           | S     | Sophomore (redshirt) | Georgia        | 5.1.2025   |
| Jarvis Boatwright Jr. | S     | Freshman             | Florida State  | 2.5.2025   |
| Denis Lynch           | K     | Junior (redshirt)    | –              | 3.12.2024  |
| Garth White           | K     | Senior               | –              |            |
| Tyler Robles          | K     | Freshman (redshirt)  | –              |            |

## NFL Draft
I seguenti giocatori dei Trojans si sono dichiarati selezionabili per il Draft NFL 2025
- RB – Woody Marks
- WR – Kyle Ford
- OL – Jonah Monheim
- DL – Gavin Meyer
- EDGE – Jamil Muhammad
- LB – Mason Cobb, Easton Mascarenas-Arnold
- CB – Jacobe Covington, John Humphrey, Greedy Vance Jr.
- DB – Jaylin Smith
- S – Akili Arnold, Bryson Shaw
- K – Michael Lantz
- P – Eddie Czaplicki

I seguenti giocatori sono stati scelti al Draft 2025, oppure sono stati firmati successivamente come undrafted free agent
| Giocatore                | Ruolo | Giro | Pick | Scelto da            |
| ------------------------ | ----- | ---- | ---- | -------------------- |
| Jaylin Smith             | DB    | 3    | 97   | Houston Texans       |
| Woody Marks              | RB    | 4    | 116  | Houston Texans       |
| Jonah Monheim            | OL    | 7    | 221  | Jacksonville Jaguars |
| Jamil Muhammad           | EDGE  | UFA  | UFA  | Los Angeles Rams     |
| Easton Mascarenas-Arnold | LB    | UFA  | UFA  | Cleveland Browns     |
| Jacobe Covington         | CB    | UFA  | UFA  | Kansas City Chiefs   |
| John Humphrey            | CB    | UFA  | UFA  | Las Vegas Raiders    |
| Greedy Vance Jr.         | CB    | UFA  | UFA  | Las Vegas Raiders    |
| Eddie Czaplicki          | P     | UFA  | UFA  | Kansas City Chiefs   |
| Kyle Ford                | WR    |      |      |                      |
| Gavin Meyer              | DL    |      |      |                      |
| Mason Cobb               | LB    |      |      |                      |
| Akili Arnold             | S     |      |      |                      |
| Bryson Shaw              | S     |      |      |                      |
| Michael Lantz            | K     |      |      |                      |

## Recruiting
I seguenti giocatori si sono impegnati verbalmente (commit) o hanno firmato una letter of intent con USC per accettare una borsa di studio sportiva.
| Giocatore          | Ruolo | Luogo di nascita           | High School / Community College        | Commit     | Firma LOI | Rating | Rating    | Rating |
| Giocatore          | Ruolo | Luogo di nascita           | High School / Community College        | Commit     | Firma LOI | Rivals | 247Sports | ESPN   |
| ------------------ | ----- | -------------------------- | -------------------------------------- | ---------- | --------- | ------ | --------- | ------ |
| Husan Longstreet   | QB    | Corona, CA                 | Centennial High School                 | 17.11.2024 | 4.12.2024 | 5/5    | 4/5       | 5/5    |
| Harry Dalton III   | RB    | Dinwiddie, VA              | Dinwiddie High School                  | 7.4.2024   | 4.12.2024 | 3/5    | 3/5       | 4/5    |
| Riley Wormley      | RB    | Colleyville, TX            | Southlake Carroll High School          | 31.3.2024  | 4.12.2024 | 3/5    | 3/5       | 3/5    |
| Waymond Jordan Jr. | RB    | Pensacola, FL              | Hutchinson Community College           | 5.1.2025   | 5.1.2025  | 3/5    | 3/5       | 4/5    |
| Romero Ison        | WR    | Baltimore, MD              | Milford Mill Academy                   | 9.4.2024   | 4.12.2024 | 3/5    | 4/5       | 4/5    |
| Corey Simms        | WR    | Saint Louis, MO            | Christian Brothers College High School | 30.6.2024  | 4.12.2024 | 3/5    | 4/5       | 4/5    |
| Tanook Hines       | WR    | Houston, TX                | Dekaney High School                    | 15.7.2024  | 4.12.2024 | 4/5    | 4/5       | 3/5    |
| Cam Sermons        | WR    | Rancho Cucamonga, CA       | Rancho Cucamonga High School           | 20.1.2025  | –         | N/A    | 3/5       | N/A    |
| Nela Tupou         | TE    | Folsom, CA                 | Folsom High School                     | 24.11.2024 | 4.12.2024 | 3/5    | 3/5       | 3/5    |
| Alex Payne         | OT    | Gainesville, GA            | Gainesville High School                | 22.11.2024 | 4.12.2024 | 4/5    | 4/5       | 4/5    |
| Aaron Dunn         | OT    | Spanish Fork, UT           | Spanish Fork High School               | 18.10.2024 | 4.12.2024 | 4/5    | 4/5       | 4/5    |
| Elijah Vaikona     | OT    | Rancho Santa Margarita, CA | Santa Margarita Catholic High School   | 2.7.2024   | 4.12.2024 | 4/5    | 3/5       | 3/5    |
| Willi Wascher      | OL    | Bellevue, WA               | Bellevue High School                   | 12.4.2024  | 4.12.2024 | 3/5    | 3/5       | 3/5    |
| Jahkeem Stewart    | DL    | New Orleans, LA            | Edna Karr High School                  | 4.12.2024  | 4.12.2024 | 5/5    | 4/5       | 5/5    |
| Floyd Boucard      | DL    | Montreal, QC               | Miami Central High School              | 3.10.2024  | 4.12.2024 | 3/5    | 3/5       | 3/5    |
| Gus Cordova        | DL    | Austin, TX                 | Lake Travis High School                | 25.3.2024  | 4.12.2024 | 3/5    | 3/5       | 3/5    |
| Cash Jacobsen      | DL    | Jenks, OK                  | Jenks High School                      | 17.11.2024 | 4.12.2024 | 3/5    | 3/5       | 3/5    |
| Jadyn Ramos        | DE    | Conroe, TX                 | Conroe High School                     | 4.2.2025   | 5.2.2025  | 2/5    | 3/5       | N/A    |
| Matai Tagoa'i      | LB    | San Clemente, CA           | San Clemente High School               | 1.4.2024   | 4.12.2024 | 4/5    | 4/5       | 4/5    |
| A.J. Tuitele       | LB    | North Las Vegas, NV        | Mojave High School                     | 5.2.2025   | 5.2.2025  | 3/5    | 3/5       | 3/5    |
| Trestin Castro     | CB    | Upland, CA                 | Upland High School                     | 2.4.2024   | 4.12.2024 | 4/5    | 4/5       | 4/5    |
| Alex Graham        | S     | Detroit, MI                | Cass Technical High School             | 4.12.2024  | 4.12.2024 | 3/5    | 4/5       | 3/5    |
| Kendarius Reddick  | S     | Thomasville, GA            | Thomas County Central High School      | 2.8.2024   | 4.12.2024 | 4/5    | 3/5       | 4/5    |
| Stephen Miller     | S     | Greensboro, GA             | Greene County High School              | 14.10.2024 | 4.12.2024 | 4/5    | 3/5       | 3/5    |
| James Johnson      | S     | Douglasville, GA           | Douglas County High School             | 30.8.2024  | 4.12.2024 | 3/5    | 3/5       | 4/5    |
| Fisher Melton      | TE    | Ladera Ranch, CA           | Santa Margarita Catholic High School   | 5.5.2025   | –         | N/A    | N/A       | N/A    |
| Will Weisberg      | P     | Los Angeles, CA            | Notre Dame High School                 | 18.12.2024 | –         | N/A    | N/A       | N/A    |
| Luke Brown         | LS    | Waco, TX                   | Texas Wind High School                 | 31.1.2025  | –         | N/A    | N/A       | N/A    |